# Arsenal FC 2014/2015
Säsongen 2014/2015 är Arsenals 23:e säsong i Premier League, den totalt 98:e säsongen i högsta divisionen och den 95:e säsongen i rad i den engelska fotbollens högsta division. Förutom den inhemska ligan deltog Arsenal även i FA-Cupen, Ligacupen och Champions League. Arsenal startade säsongen med att besegra fjolårets Premier League-mästare Manchester City i Community Shield.

## Klubben

### Personal
| Roll                 | Namn            |
| -------------------- | --------------- |
| Tränare              | Arsène Wenger   |
| Assisterande tränare | Steve Bould     |
| Första lagledare     | Boro Primorac   |
| Första lagledare     | Neil Banfield   |
| Målvaktstränare      | Gerry Peyton    |
| Fitnesstränare       | Tony Colbert    |
| Sjukgymnast          | Collin Lewin    |
| Klubbläkare          | Gary O'Driscoll |
| Cheif scout          | Steve Rowley    |

### Matchdräkter
Leverantör: Puma / Sponsor: Fly Emirates
| · Hemmaställ | · Bortaställ | · Tredjeställ | · Målvakts-ställ 1 | · Målvakts-ställ 2 |  |

### Matchdräkt-info
Puma är nu klubbens nya leverantör av matchdräkter, man avslutar ett anmärkningsvärt 20-årigt partnerskap med den amerikanska sportleverantören Nike.

## Försäsong och vänskapsmatcher
Vinst
      Oavgjord
      Förlust
      Matcher
| TM    | 19 juli 2014 | Boreham Wood | 0 – 2           | Arsenal                     | Meadow Park          |                      |
| 16:00 | 16:00        |              | (0 – 0) Rapport | 68′ (str.) Olsson 86′ Afobe | Borehamwood, England | Borehamwood, England |
| 16:00 | 16:00        |              |                 |                             | Borehamwood, England | Borehamwood, England |
| 16:00 | 16:00        |              |                 |                             | Borehamwood, England | Borehamwood, England |

| TM    | 26 juli 2014 | New York Red Bulls  | 1 – 0           | Arsenal | Redbull Arena |               |
| 23:00 | 23:00        | Wright-Phillips 33′ | (1 – 0) Rapport |         | New York, USA | New York, USA |
| 23:00 | 23:00        |                     |                 |         | New York, USA | New York, USA |
| 23:00 | 23:00        |                     |                 |         | New York, USA | New York, USA |

Källa:Arsenal FC

### Emirates Cup
Sättet att räkna poäng under Emirates Cup skiljer sig på en punkt från andra ligor. Det är som vanligt att en vunnen match resulterar i tre poäng, oavgjord en poäng och förlust noll poäng. 
Men lagen får även en poäng för varje mål som de producerar framåt.

#### Tabell
| Plac. | Lag       | SM | V | O | F | GM | IN | MS | Poäng |
| ----- | --------- | -- | - | - | - | -- | -- | -- | ----- |
| 1     | Valencia  | 2  | 1 | 1 | 0 | 5  | 3  | +2 | 9     |
| 2     | Arsenal   | 2  | 1 | 0 | 1 | 5  | 2  | +3 | 8     |
| 3     | AS Monaco | 2  | 1 | 1 | 0 | 3  | 2  | +1 | 7     |
| 4     | Benfica   | 2  | 0 | 0 | 2 | 2  | 8  | –6 | 2     |

#### Matcher
| 1     | 2 augusti 2014 | Arsenal                                                  | 5 – 1           | SL Benfica | Emirates Stadium                                           |                                                            |
| 18:20 | 18:20          | Sanogo 26′ Campbell 40′ Sanogo 44′ Sanogo 45′ Sanogo 49′ | (4 – 0) Rapport | 62′ Gaitán | London, England Publik: 60 023 Domare: Lee Mason (England) | London, England Publik: 60 023 Domare: Lee Mason (England) |
| 18:20 | 18:20          |                                                          |                 |            | London, England Publik: 60 023 Domare: Lee Mason (England) | London, England Publik: 60 023 Domare: Lee Mason (England) |
| 18:20 | 18:20          |                                                          |                 |            | London, England Publik: 60 023 Domare: Lee Mason (England) | London, England Publik: 60 023 Domare: Lee Mason (England) |

| 2     | 3 augusti 2014 | Arsenal | 0 – 1                       | AS Monaco  | Emirates Stadium                                                 |                                                                  |
| 18:20 | 18:20          |         | (0 – 1) Rapport 1 Rapport 2 | 37′ Falcao | London, England Publik: 59 589 Domare: Martin Atkinson (England) | London, England Publik: 59 589 Domare: Martin Atkinson (England) |
| 18:20 | 18:20          |         |                             |            | London, England Publik: 59 589 Domare: Martin Atkinson (England) | London, England Publik: 59 589 Domare: Martin Atkinson (England) |
| 18:20 | 18:20          |         |                             |            | London, England Publik: 59 589 Domare: Martin Atkinson (England) | London, England Publik: 59 589 Domare: Martin Atkinson (England) |

Källa: 

## Turneringar
Alla matchtider är enligt svensk tid. Spelas en match i en annan tidszon skrivs detta lands matchtid inom parentes. Engelsk tid är alltid en timme efter.

### Community Shield
| Final | 10 augusti 2014 | Arsenal                           | 3 – 0           | Manchester City | Wembley Stadium                                        |                                                        |
| 17:00 | 17:00           | Cazorla 22′ Ramsey 43′ Giroud 62′ | (2 – 0) Rapport |                 | London Publik: 71 523 Domare: Michael Oliver (England) | London Publik: 71 523 Domare: Michael Oliver (England) |
| 17:00 | 17:00           |                                   |                 |                 | London Publik: 71 523 Domare: Michael Oliver (England) | London Publik: 71 523 Domare: Michael Oliver (England) |
| 17:00 | 17:00           |                                   |                 |                 | London Publik: 71 523 Domare: Michael Oliver (England) | London Publik: 71 523 Domare: Michael Oliver (England) |

Källa: Arsenal FC

### Premier League

#### Ligatabell
| Nr | Lag                     | S  | V  | O  | F  | GM | IM | MS  | P  |
| -- | ----------------------- | -- | -- | -- | -- | -- | -- | --- | -- |
| 1  | Chelsea                 | 38 | 26 | 9  | 3  | 73 | 32 | +41 | 87 |
| 2  | Manchester City (RM)    | 38 | 24 | 7  | 7  | 83 | 38 | +45 | 79 |
| 3  | Arsenal                 | 38 | 22 | 9  | 7  | 71 | 36 | +35 | 75 |
| 4  | Manchester United       | 38 | 20 | 10 | 8  | 62 | 37 | +25 | 70 |
| 5  | Tottenham Hotspur       | 38 | 19 | 7  | 12 | 58 | 53 | +5  | 64 |
| 6  | Liverpool               | 38 | 18 | 8  | 12 | 52 | 48 | +4  | 62 |
| 7  | Southampton             | 38 | 18 | 6  | 14 | 54 | 33 | +21 | 60 |
| 8  | Swansea City            | 38 | 16 | 8  | 14 | 46 | 49 | −3  | 56 |
| 9  | Stoke City              | 38 | 15 | 9  | 14 | 48 | 45 | +3  | 54 |
| 10 | Crystal Palace          | 38 | 13 | 9  | 16 | 47 | 51 | −4  | 48 |
| 11 | Everton                 | 38 | 12 | 11 | 15 | 48 | 50 | −2  | 47 |
| 12 | West Ham United         | 38 | 12 | 11 | 15 | 44 | 47 | −3  | 47 |
| 13 | West Bromwich           | 38 | 11 | 11 | 16 | 38 | 51 | −13 | 44 |
| 14 | Leicester City (U)      | 38 | 11 | 8  | 19 | 46 | 55 | −9  | 41 |
| 15 | Newcastle United        | 38 | 10 | 9  | 19 | 40 | 63 | −23 | 39 |
| 16 | Sunderland              | 38 | 7  | 17 | 14 | 31 | 53 | −22 | 38 |
| 17 | Aston Villa             | 38 | 10 | 8  | 20 | 31 | 57 | −26 | 38 |
| 18 | Hull City               | 38 | 8  | 11 | 19 | 33 | 51 | −18 | 35 |
| 19 | Burnley (U)             | 38 | 7  | 12 | 19 | 28 | 53 | −25 | 33 |
| 20 | Queens Park Rangers (U) | 38 | 8  | 6  | 24 | 42 | 73 | −31 | 30 |

Källa: Premier League

#### Resultatsammanfattning
| Sammanlagt | Sammanlagt | Sammanlagt | Sammanlagt | Sammanlagt | Sammanlagt | Sammanlagt | Sammanlagt | Hemma | Hemma | Hemma | Hemma | Hemma | Hemma | Borta | Borta | Borta | Borta | Borta | Borta |
| S          | V          | O          | F          | GM         | IM         | MS         | P          | V     | O     | F     | GM    | IM    | MS    | V     | O     | F     | GM    | IM    | MS    |
| ---------- | ---------- | ---------- | ---------- | ---------- | ---------- | ---------- | ---------- | ----- | ----- | ----- | ----- | ----- | ----- | ----- | ----- | ----- | ----- | ----- | ----- |
| 38         | 22         | 9          | 7          | 71         | 36         | +35        | 75         | 12    | 5     | 2     | 41    | 14    | +27   | 10    | 4     | 5     | 30    | 22    | +8    |

Senast uppdaterad: 24 maj 2015

Källa: Premier League

#### Resultat efter omgång
| Omgång    | 1 | 2 | 3 | 4 | 5 | 6 | 7 | 8 | 9 | 10 | 11 | 12 | 13 | 14 | 15 | 16 | 17 | 18 | 19 | 20 | 21 | 22 | 23 | 24 | 25 | 26 | 27 | 28 | 29 | 30 | 31 | 32 | 33 | 34 | 35 | 36 | 37 | 38 |
| --------- | - | - | - | - | - | - | - | - | - | -- | -- | -- | -- | -- | -- | -- | -- | -- | -- | -- | -- | -- | -- | -- | -- | -- | -- | -- | -- | -- | -- | -- | -- | -- | -- | -- | -- | -- |
| Spelplats | H | B | B | H | B | H | B | H | B | H  | B  | H  | B  | H  | B  | H  | B  | H  | B  | B  | H  | B  | H  | B  | H  | B  | H  | B  | H  | B  | H  | B  | H  | B  | H  | B  | H  | H  |
| Resultat  | V | O | O | O | V | O | F | O | V | V  | F  | F  | V  | V  | F  | V  | O  | V  | V  | F  | V  | V  | V  | F  | V  | V  | V  | V  | V  | V  | V  | V  | O  | V  | F  | O  | O  | V  |
| Position  | 1 | 3 | 7 | 7 | 4 | 4 | 8 | 6 | 5 | 4  | 6  | 8  | 6  | 6  | 6  | 6  | 6  | 6  | 5  | 6  | 5  | 5  | 5  | 6  | 4  | 3  | 3  | 3  | 3  | 3  | 2  | 2  | 3  | 3  | 3  | 3  | 3  | 3  |

#### Matcher
| 1 16 augusti 2014 | Arsenal                      | 2 – 1   | Crystal Palace | London                                                       |  |  |
| 18:30             | Koscielny 45+1′ Ramsey 90+1′ | Rapport | 35′ Hangeland  | Arena: Emirates Stadium Publik: 59 962 Domare: Jonathan Moss |  |  |
|                   |                              |         |                |                                                              |  |  |

| 2 23 augusti 2014 | Everton                  | 2 – 2   | Arsenal               | Liverpool                                                |  |  |
| 18:30             | Coleman 19′ Naismith 45′ | Rapport | 83′ Ramsey 90′ Giroud | Arena: Goodison Park Publik: 39 490 Domare: Kevin Friend |  |  |
|                   |                          |         |                       |                                                          |  |  |

| 3 31 augusti 2014 | Leicester City | 1 – 1   | Arsenal     | Leicester                                                       |  |  |
| 17:00             | Ulloa 23′      | Rapport | 20′ Sánchez | Arena: King Power Stadium Publik: 31 535 Domare: Anthony Taylor |  |  |
|                   |                |         |             |                                                                 |  |  |

| 4 13 september 2014 | Arsenal                  | 2 – 2   | Manchester City           | London                                                          |  |  |
| 13:45               | Wilshere 64′ Sánchez 74′ | Rapport | 28′ Agüero 84′ Demichelis | Arena: Emirates Stadium Publik: 60 003 Domare: Mark Clattenburg |  |  |
|                     |                          |         |                           |                                                                 |  |  |

| 5 20 september 2014 | Aston Villa | 0 – 3   | Arsenal                                   | Birmingham                                          |  |  |
| 16:00               |             | Rapport | 33′ Özil 34′ Welbeck 35′ (sjm.) Cissokoho | Arena: Villa Park Publik: 40 013 Domare: Mike Jones |  |  |
|                     |             |         |                                           |                                                     |  |  |

| 6 27 september 2014 | Arsenal | – | Tottenham Hotspur | London                  |  |  |
| 18:30               |         |   |                   | Arena: Emirates Stadium |  |  |
|                     |         |   |                   |                         |  |  |

### Ligacupen
| 3 omg | 23 september 2014 | Arsenal                                | 1 – 2           | Southampton                                                                  | Emirates Stadium                                     |                                                      |
|       |                   | Sánchez 13′ Rosický 87' Wilshere 90+2' | (1 – 2) Rapport | Tadić 20′ (str.) Wanyama 26' Clyne 38′ Targett 85' Forster 90+2' Pellè 90+3' | London Publik: 59 621 Domare: Keith Stroud (England) | London Publik: 59 621 Domare: Keith Stroud (England) |
|       |                   |                                        |                 |                                                                              | London Publik: 59 621 Domare: Keith Stroud (England) | London Publik: 59 621 Domare: Keith Stroud (England) |
|       |                   |                                        |                 |                                                                              | London Publik: 59 621 Domare: Keith Stroud (England) | London Publik: 59 621 Domare: Keith Stroud (England) |

Källa: Arsenal FC

### FA-Cupen
| 3 omg | 4 januari 2014 | Arsenal                                       | 2 – 0           | Hull City                | Emirates Stadium                                      |                                                       |
| 18:30 | 18:30          | Mertesacker 20′ Sánchez 76', 82′ Coquelin 88' | (1 – 0) Rapport | McShane 45+1' Davies 85' | London Publik: 59 439 Domare: Robert Madley (England) | London Publik: 59 439 Domare: Robert Madley (England) |
| 18:30 | 18:30          |                                               |                 |                          | London Publik: 59 439 Domare: Robert Madley (England) | London Publik: 59 439 Domare: Robert Madley (England) |
| 18:30 | 18:30          |                                               |                 |                          | London Publik: 59 439 Domare: Robert Madley (England) | London Publik: 59 439 Domare: Robert Madley (England) |

| 4 omg | 25 januari 2014 | Brighton & Hove Albion                                      | 2 – 3           | Arsenal                         | Falmer Stadium                                           |                                                          |
| 17:00 | 17:00           | O'Grady 50′ Baldock 73', 75′ Holla 79' Greer 87' Dunk 90+3' | (0 – 2) Rapport | Walcott 2′ Özil 24′ Rosický 59′ | Brighton Publik: 30 278 Domare: Michael Oliver (England) | Brighton Publik: 30 278 Domare: Michael Oliver (England) |
| 17:00 | 17:00           |                                                             |                 |                                 | Brighton Publik: 30 278 Domare: Michael Oliver (England) | Brighton Publik: 30 278 Domare: Michael Oliver (England) |
| 17:00 | 17:00           |                                                             |                 |                                 | Brighton Publik: 30 278 Domare: Michael Oliver (England) | Brighton Publik: 30 278 Domare: Michael Oliver (England) |

| 5 omg | 15 februari 2014 | Arsenal                     | 2 – 0           | Middlesbrough | Emirates Stadium                                  |                                                   |
| 17:00 | 17:00            | Giroud 27′, 29′ Gabriel 55' | (2 – 0) Rapport | Vossen 85'    | London Publik: 59 823 Domare: Mike Dean (England) | London Publik: 59 823 Domare: Mike Dean (England) |
| 17:00 | 17:00            |                             |                 |               | London Publik: 59 823 Domare: Mike Dean (England) | London Publik: 59 823 Domare: Mike Dean (England) |
| 17:00 | 17:00            |                             |                 |               | London Publik: 59 823 Domare: Mike Dean (England) | London Publik: 59 823 Domare: Mike Dean (England) |

| 6 omg | 9 mars 2014 | Manchester United                                                                    | 1 – 2           | Arsenal                                        | Old Trafford                                               |                                                            |
| 20:45 | 20:45       | Rooney 29′ Herrera 37' Fellaini 59' Young 60' Rojo 64' Di María 76', 77' Januzaj 87' | (1 – 1) Rapport | Bellerín 4' Monreal 25′ Welbeck 61′ Ramsey 88' | Manchester Publik: 74 285 Domare: Michael Oliver (England) | Manchester Publik: 74 285 Domare: Michael Oliver (England) |
| 20:45 | 20:45       |                                                                                      |                 |                                                | Manchester Publik: 74 285 Domare: Michael Oliver (England) | Manchester Publik: 74 285 Domare: Michael Oliver (England) |
| 20:45 | 20:45       |                                                                                      |                 |                                                | Manchester Publik: 74 285 Domare: Michael Oliver (England) | Manchester Publik: 74 285 Domare: Michael Oliver (England) |

| Semifinal | 18 april 2014 | Reading                     | 1 – 2 (e.fl.)   | Arsenal                          | Wembley Stadium                                         |                                                         |
| 18:20     | 18:20         | Chalobah 45+2' McCleary 54′ | (0 – 1) Rapport | Sánchez 39′, 105+1′ Gabriel 108' | London Publik: 84 081 Domare: Martin Atkinson (England) | London Publik: 84 081 Domare: Martin Atkinson (England) |
| 18:20     | 18:20         |                             |                 |                                  | London Publik: 84 081 Domare: Martin Atkinson (England) | London Publik: 84 081 Domare: Martin Atkinson (England) |
| 18:20     | 18:20         |                             |                 |                                  | London Publik: 84 081 Domare: Martin Atkinson (England) | London Publik: 84 081 Domare: Martin Atkinson (England) |

| Final | 30 maj 2014 | Arsenal                                              | 4 – 0           | Aston Villa                                                    | Wembley Stadium                                       |                                                       |
| 18:30 | 18:30       | Walcott 40′ Sánchez 50′ Mertesacker 62′ Giroud 90+3′ | (1 – 0) Rapport | Cleverley 14' Hutton 33' Delph 37' Westwood 52' Agbonlahor 83' | London Publik: 89 283 Domare: Jonathan Moss (England) | London Publik: 89 283 Domare: Jonathan Moss (England) |
| 18:30 | 18:30       |                                                      |                 |                                                                | London Publik: 89 283 Domare: Jonathan Moss (England) | London Publik: 89 283 Domare: Jonathan Moss (England) |
| 18:30 | 18:30       |                                                      |                 |                                                                | London Publik: 89 283 Domare: Jonathan Moss (England) | London Publik: 89 283 Domare: Jonathan Moss (England) |

Källa: Arsenal FC

### Uefa Champions League

#### Kvalomgång

##### Play-off
| 1     | 19 augusti 2014 | Beşiktaş | 0 – 0           | Arsenal               | Atatürk Olimpiyat Stadyumu                                       |                                                                  |
| 20:45 | 20:45           |          | (0 – 0) Rapport | 54' Ramsey 80' Ramsey | Istanbul, Turkiet Publik: 41 531 Domare: Milorad Mažić (Serbien) | Istanbul, Turkiet Publik: 41 531 Domare: Milorad Mažić (Serbien) |
| 20:45 | 20:45           |          |                 |                       | Istanbul, Turkiet Publik: 41 531 Domare: Milorad Mažić (Serbien) | Istanbul, Turkiet Publik: 41 531 Domare: Milorad Mažić (Serbien) |
| 20:45 | 20:45           |          |                 |                       | Istanbul, Turkiet Publik: 41 531 Domare: Milorad Mažić (Serbien) | Istanbul, Turkiet Publik: 41 531 Domare: Milorad Mažić (Serbien) |

| 2     | 19 augusti 2014 | Arsenal | 1 – 0           | Beşiktaş                              | Emirates Stadium                                                |                                                                 |
| 20:45 | 20:45           |         | (1 – 0) Rapport | Debuchy 14' Sánchez 45+1′ Debuchy 75' | London, England Publik: 59 946 Domare: Pedro Proença (Portugal) | London, England Publik: 59 946 Domare: Pedro Proença (Portugal) |
| 20:45 | 20:45           |         |                 |                                       | London, England Publik: 59 946 Domare: Pedro Proença (Portugal) | London, England Publik: 59 946 Domare: Pedro Proença (Portugal) |
| 20:45 | 20:45           |         |                 |                                       | London, England Publik: 59 946 Domare: Pedro Proença (Portugal) | London, England Publik: 59 946 Domare: Pedro Proença (Portugal) |

Arsenal avancerade till gruppspelsfasen med det ackumulerade slutresultatet 1–0.
Källa: Arsenal FC

#### Gruppspel

##### Tabell
| Nr | Lag               | S | V | O | F | GM | IM | MS  | P  |
| -- | ----------------- | - | - | - | - | -- | -- | --- | -- |
| 1  | Borussia Dortmund | 6 | 4 | 1 | 1 | 14 | 4  | +10 | 13 |
| 2  | Arsenal           | 6 | 4 | 1 | 1 | 15 | 8  | +7  | 13 |
| 3  | Anderlecht        | 6 | 1 | 3 | 2 | 8  | 10 | −2  | 6  |
| 4  | Galatasaray       | 6 | 0 | 1 | 5 | 4  | 19 | −15 | 1  |

##### Matcher
| 1     | 16 september 2014 | Borussia Dortmund           | 2 – 0           | Arsenal | Signal Iduna Park                                                         |                                                                           |
| 20:45 | 20:45             | Immobile 45′ Aubameyang 48′ | (1 – 0) Rapport |         | Dortmund, Tyskland Publik: 65 851 Domare: Olegário Benquerença (Portugal) | Dortmund, Tyskland Publik: 65 851 Domare: Olegário Benquerença (Portugal) |
| 20:45 | 20:45             |                             |                 |         | Dortmund, Tyskland Publik: 65 851 Domare: Olegário Benquerença (Portugal) | Dortmund, Tyskland Publik: 65 851 Domare: Olegário Benquerença (Portugal) |
| 20:45 | 20:45             |                             |                 |         | Dortmund, Tyskland Publik: 65 851 Domare: Olegário Benquerença (Portugal) | Dortmund, Tyskland Publik: 65 851 Domare: Olegário Benquerença (Portugal) |

| 2     | 1 oktober 2014 | Arsenal                           | 4 – 1           | Galatasaray       | Emirates Stadium                                                 |                                                                  |
| 20:45 | 20:45          | Welbeck 22′, 30′, 52′ Sánchez 41′ | (3 – 0) Rapport | Yılmaz 63′ (str.) | London, England Publik: 59 803 Domare: Gianluca Rocchi (Italien) | London, England Publik: 59 803 Domare: Gianluca Rocchi (Italien) |
| 20:45 | 20:45          |                                   |                 |                   | London, England Publik: 59 803 Domare: Gianluca Rocchi (Italien) | London, England Publik: 59 803 Domare: Gianluca Rocchi (Italien) |
| 20:45 | 20:45          |                                   |                 |                   | London, England Publik: 59 803 Domare: Gianluca Rocchi (Italien) | London, England Publik: 59 803 Domare: Gianluca Rocchi (Italien) |

| 3     | 22 oktober 2014 | Anderlecht | 1 – 2   | Arsenal                  | Constant Vanden Stock-stadion                                                |                                                                              |
| 20:45 | 20:45           | Najar 71′  | (0 – 0) | Gibbs 89′ Podolski 90+1′ | Anderlecht, Belgien Publik: 19 881 Domare: Carlos Velasco Carballo (Spanien) | Anderlecht, Belgien Publik: 19 881 Domare: Carlos Velasco Carballo (Spanien) |
| 20:45 | 20:45           |            |         |                          | Anderlecht, Belgien Publik: 19 881 Domare: Carlos Velasco Carballo (Spanien) | Anderlecht, Belgien Publik: 19 881 Domare: Carlos Velasco Carballo (Spanien) |
| 20:45 | 20:45           |            |         |                          | Anderlecht, Belgien Publik: 19 881 Domare: Carlos Velasco Carballo (Spanien) | Anderlecht, Belgien Publik: 19 881 Domare: Carlos Velasco Carballo (Spanien) |

| 4     | 4 november 2014 | Arsenal                                              | 3 – 3   | Anderlecht                                | Emirates Stadium                                                  |                                                                   |
| 20:45 | 20:45           | Arteta 25′ (str.) Sánchez 29′ Oxlade-Chamberlain 58′ | (2 – 0) | Vanden Borre 61′, 73′ (str.) Mitrović 90′ | London, England Publik: 59 872 Domare: Clément Turpin (Frankrike) | London, England Publik: 59 872 Domare: Clément Turpin (Frankrike) |
| 20:45 | 20:45           |                                                      |         |                                           | London, England Publik: 59 872 Domare: Clément Turpin (Frankrike) | London, England Publik: 59 872 Domare: Clément Turpin (Frankrike) |
| 20:45 | 20:45           |                                                      |         |                                           | London, England Publik: 59 872 Domare: Clément Turpin (Frankrike) | London, England Publik: 59 872 Domare: Clément Turpin (Frankrike) |

| 5     | 26 november 2014 | Arsenal               | 2 – 0   | Borussia Dortmund | Emirates Stadium                                              |                                                               |
| 20:45 | 20:45            | Sanogo 2′ Sánchez 57′ | (1 – 0) |                   | London, England Publik: 59 902 Domare: Viktor Kassai (Ungern) | London, England Publik: 59 902 Domare: Viktor Kassai (Ungern) |
| 20:45 | 20:45            |                       |         |                   | London, England Publik: 59 902 Domare: Viktor Kassai (Ungern) | London, England Publik: 59 902 Domare: Viktor Kassai (Ungern) |
| 20:45 | 20:45            |                       |         |                   | London, England Publik: 59 902 Domare: Viktor Kassai (Ungern) | London, England Publik: 59 902 Domare: Viktor Kassai (Ungern) |

| 6     | 9 december 2014 | Galatasaray  | 1 – 4   | Arsenal                            | Türk Telekom Arena                                                          |                                                                             |
| 20:45 | 20:45           | Sneijder 88′ | (0 – 3) | Podolski 3′, 90+2′ Ramsey 11′, 29′ | Istanbul, Turkiet Publik: 20 590 Domare: David Fernández Borbalán (Spanien) | Istanbul, Turkiet Publik: 20 590 Domare: David Fernández Borbalán (Spanien) |
| 20:45 | 20:45           |              |         |                                    | Istanbul, Turkiet Publik: 20 590 Domare: David Fernández Borbalán (Spanien) | Istanbul, Turkiet Publik: 20 590 Domare: David Fernández Borbalán (Spanien) |
| 20:45 | 20:45           |              |         |                                    | Istanbul, Turkiet Publik: 20 590 Domare: David Fernández Borbalán (Spanien) | Istanbul, Turkiet Publik: 20 590 Domare: David Fernández Borbalán (Spanien) |

##### Åttondelsfinal
| 1     | 25 februari 2015 | Arsenal                                                     | 1 – 3           | AS Monaco                                                              | Emirates Stadium                                                |                                                                 |
| 20:45 | 20:45            | Coquelin 42' Bellerín 74' Özil 87' Oxlade-Chamberlain 90+1′ | (0 – 1) Rapport | Kondogbia 38′ Echiéjilé 45' Berbatov 53′ Moutinho 90+2' Carrasco 90+4′ | London, England Publik: 59 868 Domare: Deniz Aytekin (Tyskland) | London, England Publik: 59 868 Domare: Deniz Aytekin (Tyskland) |
| 20:45 | 20:45            |                                                             |                 |                                                                        | London, England Publik: 59 868 Domare: Deniz Aytekin (Tyskland) | London, England Publik: 59 868 Domare: Deniz Aytekin (Tyskland) |
| 20:45 | 20:45            |                                                             |                 |                                                                        | London, England Publik: 59 868 Domare: Deniz Aytekin (Tyskland) | London, England Publik: 59 868 Domare: Deniz Aytekin (Tyskland) |

| 2     | 17 mars 2015 | AS Monaco     | 0 – 2           | Arsenal                           | Stade Louis II                                        |                                                       |
| 20:45 | 20:45        | Kondogbia 52' | (0 – 1) Rapport | Giroud 36′ Sánchez 42' Ramsey 79′ | Fontvieille, Monaco Domare: Svein Oddvar Moen (Norge) | Fontvieille, Monaco Domare: Svein Oddvar Moen (Norge) |
| 20:45 | 20:45        |               |                 |                                   | Fontvieille, Monaco Domare: Svein Oddvar Moen (Norge) | Fontvieille, Monaco Domare: Svein Oddvar Moen (Norge) |
| 20:45 | 20:45        |               |                 |                                   | Fontvieille, Monaco Domare: Svein Oddvar Moen (Norge) | Fontvieille, Monaco Domare: Svein Oddvar Moen (Norge) |

AS Monaco avancerade till kvartsfinal med det ackumulerade slutresultatet 3–3 genom bortamålsregeln.
Källa: Arsenal FC

## Skytteligan
I tabellen listas bara mål gjorda i tävlingsmatcher.
| Placering | Spelare                 | Premier League | FA-cupen | Ligacupen | Champions League | Community Shield | Totalt |
| --------- | ----------------------- | -------------- | -------- | --------- | ---------------- | ---------------- | ------ |
| 1         | Alexis Sánchez          | 16             | 4        | 1         | 4                | 0                | 25     |
| 2         | Olivier Giroud          | 14             | 3        | 0         | 1                | 1                | 19     |
| 3         | Aaron Ramsey            | 6              | 0        | 0         | 3                | 1                | 10     |
| 4         | Santi Cazorla           | 7              | 0        | 0         | 0                | 1                | 8      |
| 4         | Danny Welbeck           | 4              | 1        | 0         | 3                | 0                | 8      |
| 6         | Theo Walcott            | 5              | 2        | 0         | 0                | 0                | 7      |
| 7         | Mesut Özil              | 4              | 1        | 0         | 0                | 0                | 5      |
| 8         | Laurent Koscielny       | 3              | 0        | 0         | 0                | 0                | 3      |
| 8         | Alex Oxlade-Chamberlain | 1              | 0        | 0         | 2                | 0                | 3      |
| 8         | Lukas Podolski          | 0              | 0        | 0         | 3                | 0                | 3      |
| 8         | Tomáš Rosický           | 2              | 1        | 0         | 0                | 0                | 3      |
| 12        | Hector Bellerin         | 2              | 0        | 0         | 0                | 0                | 2      |
| 12        | Per Mertesacker         | 0              | 2        | 0         | 0                | 0                | 2      |
| 12        | Jack Wilshere           | 2              | 0        | 0         | 0                | 0                | 2      |
| 15        | Mikel Arteta            | 0              | 0        | 0         | 1                | 0                | 1      |
| 15        | Calum Chambers          | 1              | 0        | 0         | 0                | 0                | 1      |
| 15        | Mathieu Debuchy         | 1              | 0        | 0         | 0                | 0                | 1      |
| 15        | Mathieu Flamini         | 1              | 0        | 0         | 0                | 0                | 1      |
| 15        | Kieran Gibbs            | 0              | 0        | 0         | 1                | 0                | 1      |
| 15        | Nacho Monreal           | 0              | 1        | 0         | 0                | 0                | 1      |
| 15        | Yaya Sanogo             | 0              | 0        | 0         | 1                | 0                | 1      |
|           | Självmål*               | 2              | 0        | 0         | 0                | 0                | 2      |
|           | Totalt                  | 71             | 15       | 1         | 19               | 3                | 109    |

- Med självmål menas mål som gjorts för Arsenal, men inte av en Arsenal-spelare.

Källa:

## Spelartruppen
| Nr          | Land       | Spelare                 | Födelsedatum      |           |           |           |
| Målvakter   | Målvakter  | Målvakter               | Målvakter         | Målvakter | Målvakter | Målvakter |
| ----------- | ---------- | ----------------------- | ----------------- | --------- | --------- | --------- |
| 1           | Polen      | Wojciech Szczęsny       | 18 april 1990     |           |           |           |
| 13          | Colombia   | David Ospina            | 31 augusti 1988   |           |           |           |
| Försvarare  |            |                         |                   |           |           |           |
| 2           | Frankrike  | Mathieu Debuchy         | 28 juli 1985      |           |           |           |
| 3           | England    | Kieran Gibbs            | 26 september 1989 |           |           |           |
| 4           | Tyskland   | Per Mertesacker         | 29 september 1984 |           |           |           |
| 6           | Frankrike  | Laurent Koscielny       | 10 september 1985 |           |           |           |
| 18          | Spanien    | Nacho Monreal           | 26 februari 1988  |           |           |           |
| 21          | England    | Calum Chambers          | 20 januari 1995   |           |           |           |
| Mittfältare |            |                         |                   |           |           |           |
| 7           | Tjeckien   | Tomáš Rosický           | 4 oktober 1980    |           |           |           |
| 8           | Spanien    | Mikel Arteta            | 26 mars 1982      |           |           |           |
| 10          | England    | Jack Wilshere           | 1 januari 1992    |           |           |           |
| 11          | Tyskland   | Mesut Özil              | 15 oktober 1988   |           |           |           |
| 15          | England    | Alex Oxlade-Chamberlain | 15 augusti 1993   |           |           |           |
| 16          | Wales      | Aaron Ramsey            | 6 december 1990   |           |           |           |
| 19          | Spanien    | Santi Cazorla           | 13 december 1984  |           |           |           |
| 20          | Frankrike  | Mathieu Flamini         | 7 mars 1984       |           |           |           |
| 24          | Frankrike  | Abou Diaby              | 11 maj 1986       |           |           |           |
| 27          | Tyskland   | Serge Gnabry            | 14 juli 1995      |           |           |           |
| 34          | Frankrike  | Francis Coquelin        | 13 maj 1991       |           |           |           |
| 35          | Tyskland   | Gedion Zelalem          | 26 januari 1997   |           |           |           |
| Anfallare   |            |                         |                   |           |           |           |
| 9           | Tyskland   | Lukas Podolski          | 4 juni 1985       |           |           |           |
| 12          | Frankrike  | Olivier Giroud          | 30 september 1986 |           |           |           |
| 14          | England    | Theo Walcott            | 16 mars 1989      |           |           |           |
| 17          | Chile      | Alexis Sánchez          | 19 december 1988  |           |           |           |
| 22          | Frankrike  | Yaya Sanogo             | 27 januari 1993   |           |           |           |
| 28          | Costa Rica | Joel Campbell           | 26 juni 1992      |           |           |           |
| 31          | Japan      | Ryo Miyaichi            | 14 december 1992  |           |           |           |

| Nr          | Land           | Spelare                  | Födelsedatum      |           |           |           |
| Målvakter   | Målvakter      | Målvakter                | Målvakter         | Målvakter | Målvakter | Målvakter |
| ----------- | -------------- | ------------------------ | ----------------- | --------- | --------- | --------- |
| 44          | Nordmakedonien | Dejan Iliev              | ?                 |           |           |           |
| 49          | England        | Matt Macey               | ?                 |           |           |           |
| 57          | England        | Josh Vickers             | ?                 |           |           |           |
| Försvarare  |                |                          |                   |           |           |           |
| 37          | Nigeria        | Semi Ajayi               | ?                 |           |           |           |
| 39          | Spanien        | Héctor Bellerín          | 19 mars 1995      |           |           |           |
| 42          | England        | Isaac Hayden             | 22 mars 1995      |           |           |           |
| 51          | Spanien        | Ignasi Miquel            | 28 september 1992 |           |           |           |
| 54          | England        | Brandon Ormonde-Ottewill | ?                 |           |           |           |
| Mittfältare |                |                          |                   |           |           |           |
| 41          | Bolivia        | Samuel Galindo           | 18 april 1992     |           |           |           |
| 46          | England        | Jack Jebb                | ?                 |           |           |           |
| 47          | Finland        | Glen Kamara              | ?                 |           |           |           |
| 53          | Sverige        | Kristoffer Olsson        | 30 juni 1995      |           |           |           |
| 56          | Spanien        | Jon Toral                | 5 februari 1995   |           |           |           |
| Anfallare   |                |                          |                   |           |           |           |
| 38          | England        | Chuba Akpom              | 9 oktober 1995    |           |           |           |
| 45          | England        | Alex Iwobi               | ?                 |           |           |           |